# Big Sky (Montana)
Big Sky é uma Região censo-designada localizada no estado americano de Montana, no Condado de Gallatin e Condado de Madison.

## Demografia
Segundo o censo americano de 2000, a sua população era de 1221 habitantes.

## Geografia
De acordo com o United States Census Bureau tem uma área de 
591,2 km², dos quais 590,8 km² cobertos por terra e 0,4 km² cobertos por água.

## Localidades na vizinhança
O diagrama seguinte representa as localidades num raio de 52 km ao redor de Big Sky. 